# Breitbart News Network
Breitbart News Network (ˈbraɪtbɑːrt, ˈbreɪtbɑːrt; auch Breitbart News, Breitbart oder Breitbart.com) ist eine US-amerikanische Nachrichten- und Meinungswebsite, die 2007 durch den Publizisten Andrew Breitbart gegründet wurde. Politisch wird sie rechtspopulistisch bis zur extrem rechten Alt-Right-Bewegung („far-right“) verortet und hat vor allem durch Falschmeldungen und der Verbreitung von Verschwörungsideologen Aufmerksamkeit erlangt. Das tägliche Radioprogramm der Sendung heißt Breitbart News Daily. Der Hauptsitz befindet sich in Los Angeles, weitere Niederlassungen in Texas, London und Jerusalem.

## Geschichte

### Gründung

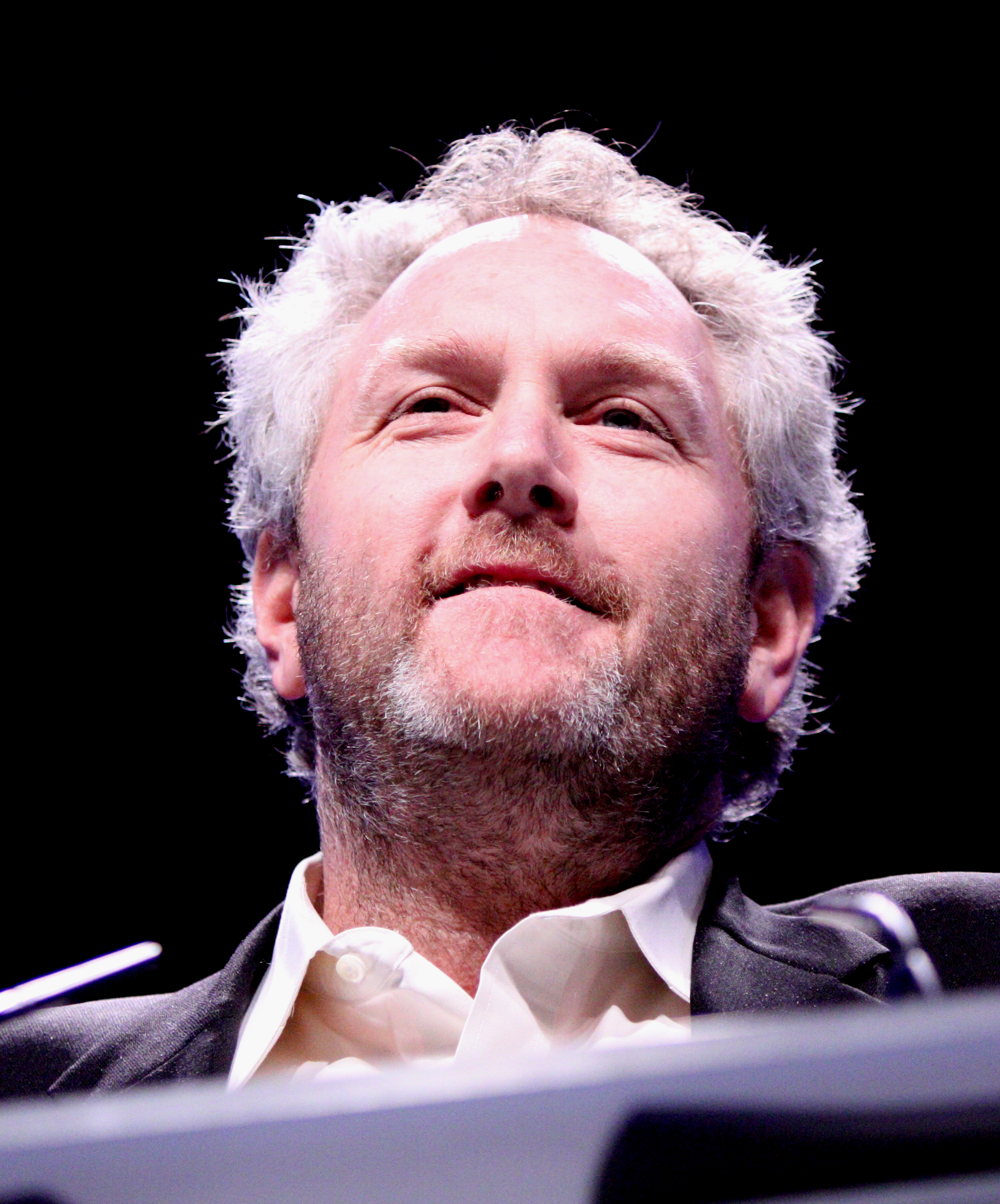
Andrew Breitbart (2011)

Andrew Breitbart gründete breitbart.com 2007 als Nachrichtenportal. Die Website stellte direkte Verbindungen zu den Nachrichten der Nachrichtenagentur Reuters, des TV-Senders Fox News Channel, der Zeitung New York Post sowie zu einigen anderen Nachrichtenagenturen her, darunter auch boulevardeske wie Thirty Mile Zone (tmz.com). Das ursprüngliche Wachstum der Website wurde weitgehend durch Verlinkungen mit der politisch konservativen Drudge-Report-Nachrichtenplattform in Gang gesetzt, wo Andrew Breitbart zuvor Mitarbeiter gewesen war.
2007 startete Breitbart mit Breitbart.tv einen zusätzlichen Video-Blog. Während eines Aufenthalts in Israel kam Breitbart die Idee, Breitbart News Network zu gründen mit „dem Ziel, eine un-apologetische ([un-orthodoxe]) Pro-Freiheits- und Pro-Israel-Initiative zu starten. Wir hatten die Nase voll von der antiisraelischen Voreingenommenheit der Mainstream-Medien und J Street.“
Larry Solov, der Mitbegründer und Inhaber von Breitbart News schilderte:

„Eines Abends in Jerusalem, als wir gerade essen gehen wollten, wandte sich Andrew an mich und fragte, ob ich die 800-köpfige Anwaltskanzlei, in der ich arbeitete, verlassen wolle, um sein Geschäftspartner zu werden. Er sagte, er brauche meine Hilfe, um ein Medienunternehmen aufzubauen, um ‚die Welt zu verändern‘ … Vielleicht war es, weil wir uns an diesem historischen Ort befanden oder weil ich durch den Mut der jüdischen Menschen im Heiligen Land mitgerissen wurde, vielleicht war es auch die Wirkung des Alkohols, aber ich sagte ‚Ja‘. […] Andrew konnte wirklich überzeugend sein, um nicht zu sagen, inspirierend, und ich beschloss auf der Stelle, eine wirklich gute, erfolgreiche und sichere Karriere wegzuwerfen (so die Worte meiner Mutter), um zusammen mit Andrew Breitbart ein ‚New Media‘-Unternehmen zu gründen.“

### Entwicklung

#### Stephen Bannon
Nach dem Tod des Gründers Andrew Breitbart im März 2012 übernahm Stephen Bannon die Firma und wurde der verantwortliche Angestellte für Veröffentlichungen, während Alexander Marlow als Chefredakteur tätig war. Bannon arbeitete hier bis August 2016, anschließend wurde er in Donald Trumps Präsidentschaftswahlkampf 2015/16 einer der wichtigsten Berater des späteren US-Präsidenten und von diesem wiederum zum Chef-Strategen und -Berater seiner Präsidentschaft gemacht, bis er im August 2017 entlassen wurde und wieder zu Breitbart zurückkehrte. Im Januar 2018 trat er von seinem Posten bei Breitbart zurück. Dies geschah nach Veröffentlichung des Enthüllungsbuches Fire and Fury, für das Stephen Bannon als einer der Hauptinformanten gilt. Im Buch wird Donald Trump in einem schlechten Licht präsentiert, weshalb sich wiederum viele Geldgeber und Unterstützer Bannons von ihm abwendeten.

#### Breitbart London
Im Jahre 2014 ging der Ableger Breitbart London in Betrieb. Im November 2016 teilte der amtierende Chefredakteur Alexander Marlow mit, dass Breitbart sein Angebot nach Deutschland und Frankreich ausweiten wolle, um dort gezielt über die nationalen rechtskonservativen Parteien berichten zu können; Anfang März 2017 sprach Breitbarts Rom-Korrespondent Thomas Williams davon, dass sie zwischen August und Oktober des Jahres eine Deutschland-Redaktion eröffnen wollten. Wenige Tage danach wurde gemeldet, dass die Pläne zu einem deutschen Breitbart-Ableger zurückgestellt wurden. Als Quelle wurde wiederum Thomas Williams genannt.

#### Donald Trump
Nach Donald Trumps Präsidentschaftswahlkampf 2015/16 hat die Firma ihre Mitarbeiterzahl von 40 auf 100 mehr als verdoppelt; allerdings sei der Kontakt zum früheren Chef Bannon erschwert gewesen, weil der amerikanische Secret Service aus Sicherheitsgründen auf einer geringeren Kommunikation zwischen Bannon und der Redaktion bestand. Im August 2017 wechselte Bannon vom Weißen Haus zurück zu Breitbart.

#### Milo Yiannopoulos
Der offen homosexuelle Milo Yiannopoulos kündigte im Zuge einer Kontroverse am 21. Februar 2017 seine Stelle als Redakteur bei Breitbart News. Im Podcast Drunken Peasants soll er sich unter anderem dafür ausgesprochen haben, dass 13-jährige Jungen die Möglichkeit haben sollten, sexuelle Erfahrungen mit Männern sammeln zu können, da auch 13-Jährige einvernehmlichen Geschlechtsverkehr mit älteren Männern haben könnten. In einem Statement sagte er, seine schlechte Wortwahl solle nicht die wichtige Berichterstattung seiner Kollegen beeinträchtigen.

## Finanzierung
Hauptinvestor bei Breitbart ist Robert Mercer, Milliardär und Hedgefonds-Manager der US-Firma Renaissance Technologies (spezialisiert auf Hochfrequenzhandel). Mercer ist zudem Mitbesitzer der Big-Data-Agentur Cambridge Analytica. Im November 2017 gab er bekannt, dass er seine Anteile an Breitbart seinen Töchtern verkaufen werde.

## Selbstverständnis und Strategie
Im August 2010 teilte Breitbart, der 2005 zu den Mitbegründern der Huffington Post gehört hatte, Associated Press mit, dass er „sich verpflichtet fühle, die alte Medienlandschaft zu zerstören“. In Folge dieses Pflichtgefühls habe er breitbart.com gegründet, was zu einer Art Huffington Post für rechtsgerichtete Kreise werden sollte. Laut Bannon ist Breitbart News „[…] the platform for the alt-right“ (deutsch: „[…] die Plattform für die Alt-Right-Bewegung“), es handle sich dabei um „junge Menschen, die gegen die Globalisierung, sehr nationalistisch und gegen das Establishment“ seien.
Die Journalistin Jane Mayer schreibt: “The Web site freely mixes right-wing political commentary with juvenile rants and racist innuendo; under Bannon’s direction, the editors introduced a rubric called Black Crime.” („Die Website mischt freiheraus rechtslastige politische Kommentare mit kindischen Pöbeleien und rassistischen Anspielungen; unter Bannon führten die Redakteure eine Rubrik namens Schwarzes Verbrechen ein.“) Im Vorfeld der Präsidentschaftswahl 2016, wo der Website eine Schlüsselrolle bei der Demontage der Kandidatin Hillary Clinton zukam, wertete Breitbart News die Anzahl der Clicks und Likes aus, um zu ermitteln, welche Themen und Schlagworte den größten Erfolg versprächen.

## Nutzerentwicklung
Breitbart News gilt mittlerweile als eines der wichtigsten Sprachrohre der Alt-Right-Bewegung (Alternative Right), die sich in den letzten Jahren rechts der Republikanischen Partei formiert hat, wobei Breitbart News auch das politische Establishment der Republikaner kritisierte.
Kurzzeitig erreichte die Seite nach der Nominierung Bannons als Berater von Donald Trump im November 2016 Platz 34 eines Rankings von US-Medienseiten. Global sprang die Seite dabei von zirka Rang 700 auf Rang 200, um danach wieder Ränge zu verlieren.
Anfang März 2017 zählte Breitbart laut der Analysefirma Alexa Internet zu den weltweit 250 meistbesuchten Websites; in den USA liege die Seite auf Platz 35 und damit vor der Washington Post. Im Mai 2017 zeigte sich ein kurzfristiger, rapider Absturz der Besucherzahlen im Alexa-Ranking, der auch in deutschen Medien rezipiert wurde und auf Skandale um Donald Trump zurückgeführt wurde. Breitbart erreichte laut comScore im Januar 2017 über 45 Millionen Unique Visits und verlor demnach bis Mai 2017 53 Prozent von diesen. Im März 2018 berichtete Politico, dass Breitbart innerhalb eines halben Jahres etwa die Hälfte an Unique Visitors verloren habe, von 15 Millionen im Oktober 2017 auf 7,8 Millionen im Februar 2018. Im Juli 2019 war die Zahl der Leser weiter auf 4,6 Millionen gefallen.

## Radiokanal – Breitbart Daily News
Die Breitbart Daily News sind der Radiokanal des Breitbart Netzwerks. Hier moderieren u. a. Curt Schilling und David Webb; bis zu seinem Engagement im Weißen Haus gehörte auch Steve Bannon zum Team. Breitbart-Mitarbeiter berichten aus London, Rom und Jerusalem. Neben dem 24-Stunden-Webstream ist Breitbart Daily News auch über SiriusXM zu empfangen.

## Skandale, Kontroversen und Veröffentlichungen

### 2009:ACORN-Demontage
2009 gab Breitbart Filme heraus, welche den Eindruck erweckten, dass Berater der Vereinigung ACORN (Association of Community Organizations for Reform Now, dt. Vereinigung gesellschaftlicher Organisationen für Reformen Jetzt) Tipps geben würden, wie man das Prostitutionsverbot umgehen, Steuern legal hinterziehen und einen gewinnbringenden Frauenhandel betreiben könne. Das Material hatten der Filmemacher James O’Keefe und die Studentin Hannah Giles mit versteckter Kamera gedreht. ACORN war ein ehemaliger Dachverband einer Hilfsorganisation in den USA und weiteren Ländern; sie verwaltete ein Budget von über 100 Mio. US-Dollar, hatte über 400.000 Mitglieder in über 100 US-Städten mit Schwerpunkt bei allen Formen der Nachbarschaftshilfe, Gesundheitsfürsorge sowie der Wahlregistrierung für Familien der mittleren bis unteren Einkommensklassen. Die beiden ACORN-Berater wurden entlassen. Ähnliche Aufnahmen aus Zweigstellen in Washington, D.C., Brooklyn, San Diego, San Bernardino, Philadelphia und Los Angeles folgten daraufhin.
Nach Bekanntwerden des Skandals wurde ACORN von der Durchführung des United States Census 2010 ausgeschlossen, die Unterstützung durch Bundesmittel eingestellt.
Durch Gouverneur Arnold Schwarzenegger initiierte Ermittlungen des kalifornischen Staatsanwalts Brown ergaben, dass die ACORN-Mitarbeiter sich keiner kriminellen Vergehen schuldig gemacht haben. Brown, welcher im Verlauf seiner Ermittlungen die ungeschnittenen Originale der heimlich aufgenommenen Filmaufnahmen O’Keefes auswertete, wies darauf hin, dass die Dinge nicht immer so seien, wie parteiische Fanatiker sie durch hochselektives Editieren darstellten, und dass manchmal eine „umfassendere Wahrheit“ (in den weggeworfenen Schnipseln) auf dem Boden eines Schneideraums zu finden sei (“that things are not always as partisan zealots portray them through highly selective editing of reality. Sometimes a fuller truth is found on the cutting room floor.”). In der linksliberal ausgerichteten Rachel-Maddow-Show wurden die editierte Version und Originalaufnahmen verglichen und als erfolgreiche Desinformations-Kampagne rechtsgerichteter Medien gewertet, mit dem Ziel, eine als ideologisch feindlich betrachtete Organisation auszuschalten, welche sich für gesellschaftlich benachteiligte Personen einsetze.
ACORN musste im November 2010 ihre Insolvenz erklären und löste sich auf.

### 2010: Anthony-Weiner-Sex-Skandal
Breitbart postete u. a. exklusiv den Anthony-Weiner-Sex-Skandal und veröffentlichte Videos, deren Inhalte Shirley Sherrod, die Direktorin der Abteilung Rural Development (deutsch ländliche Entwicklung) im amerikanischen Landwirtschaftsministerium in Georgia 2010 zwangen, von ihrem Posten zurückzutreten.

### 2013: „Friends of Hamas“-Kampagne
Am 7. Januar 2013 nominierte Präsident Obama den vormaligen republikanischen Senator von Nebraska, Chuck Hagel, für den Posten des Verteidigungsministers. Darauf gab es aus rechtsgerichteten Medienkreisen Berichte über Hagels angebliche Verbindungen zu anti-israelischen Interessenorganisationen.
Am 7. Februar 2013 veröffentlichte Ben Shapiro, der damalige Editor-at-Large von Breitbart News, auf Breitbart.com einen Artikel, in dem er behauptete, Chuck Hagel würde von einer Gruppe mit dem Namen „Friends of Hamas“ gesponsert.
Breitbart.com teilte mit, der Artikel basiere exklusiv auf Quellen des Senats.
Recherchen von Slate- (und Washington Post)-Reporter David Weigel deckten dann zwar auf, dass diese ominöse Gruppe „Friends of Hamas“ gar nicht existierte. Trotzdem wurde der Fake weiterverbreitet.
Der Artikel wurde in der Folge von anderen rechtsgerichteten und konservativen Medien, wie RedState, The Right Scoop, National Review, Washington Times und PJ Media, sowie pro-israelischen Nachrichten, wie etwa Arutz Scheva und The Algemeiner Journal, veröffentlicht.
Am 20. Februar 2013 enthüllte der New York Daily News-Reporter Dan Friedman dann, dass die „exklusive Quelle“ der Breitbart-Story vermutlich eine scherzhafte provokative Bemerkung von ihm war, die er gegenüber einem republikanischen Kongress-Mitarbeiter (einem seiner Informanten) in einem Gespräch hatte fallen lassen.
Friedman hatte den Kongress-Mitarbeiter/seinen Informanten am 6. Februar 2013 angerufen, um herauszufinden, ob irgendetwas Wahres an den von Hagel-Feinden verbreiteten Gerüchten sei.
„Friends of Hamas“ war einer von mehreren frei erfundenen Gruppennamen (u. a. nannte er auch „Junior League of Hezbollah“), die Friedman in seinem Gespräch mit besagtem Kongress-Mitarbeiter eingeworfen hatte, um mit solchen Provokationen herauszubekommen, ob Chuck Hagel denn nun wirklich anti-israelisch gehandelt hatte.
Die von Friedman genannten Gruppennamen waren allerdings völlig fiktiv und auch so unglaubwürdig und übertrieben, dass der Kongress-Mitarbeiter eigentlich zweifelsfrei hätte erkennen können, dass sie von Friedman frei erfunden waren.
Friedman schickte nachfolgend auch noch eine E-Mail an o. g. Kongress-Mitarbeiter, in der er (wieder provokativ) anfragte, ob Hagel $ 25.000 für seine Rede von „Friends of Hamas“ erhalten hätte. Er bekam keine Antwort.
Der Kongress-Mitarbeiter nahm Friedmans Provokationen aber wider Erwarten offenbar für bare Münze, sprach darüber mit einigen seiner Kollegen, wodurch es schließlich an rechtsgerichtete Medien – u. a. Breitbart.com – weitergeleitet wurde.
Schon einen Tag später, am 7. Februar 2013, erschien auf Breitbart.com ein Artikel mit dem Titel Secret Hagel Donor? White House Spox Ducks Question on “Friends of Hamas” („Heimlicher Geldgeber Hagel? Pressesprecher des Weißen Hauses unterdrückt Frage nach ‚Friends of Hamas‘“), in dem der offensichtliche Scherz eines Journalisten (Dan Friedman) dazu benutzt wurde, um eine smear campaign (Hetzkampagne) gegen Chuck Hagel in Gang zu setzen.
Nachdem von Slate/David Weigel dann aufgedeckt worden war, dass es sich bei „Friends of Hamas“ um ein reines Luftgebilde handelte, ruderte Breitbart.com aber nicht zurück, sondern schrieb, dass die Story der Wahrheit entspreche, und veröffentlichte weitere Artikel, mit denen die Website verteidigt und Slate/David Weigel und Dan Friedman angegriffen wurden.
Journalisten der Washington Post, des New York Magazine und des The Daily Beast hingegen kritisierten Breitbart.com für die „Friends of Hamas“-Story und der Nachrichtensender MSNBC fragte: „Wie um alles auf der Welt kamen Konservative auf diese Dämlichkeit? Also, wirklich, ‚Freunde der Hamas‘? Leben wir in einem armseligen republikanischen Comic?“

### 2016: Falsch dargestellte Klimadaten
2016 nutzte Breitbart Ausschnitte des US Weather Channels, um in einem Artikel den anthropogen verursachten Klimawandel als Schwindel darzustellen. TWC dementierte umgehend diese faktisch falsche Darstellung und veröffentlichte einen „point-by-point report“ zu dem Artikel. Im Breitbartartikel wurde u. a. eine Karte mit den globalen Durchschnittstemperaturen über Land angeführt. TWC stellte dar, dass es sich dabei um eine unvollständige Darstellung handelte: Der Großteil der Erdoberfläche (rund 70 Prozent) ist mit Wasser bedeckt, Landflächen erwärmen und kühlen schneller ab. Nehme man alle Datensätze zusammen, werde dargestellt, dass es in der unteren Atmosphäre einen Temperaturrekord im November 2016 gab.

### 2017: Fehlerhafte Berichterstattung über angebliche Vorfälle in der Silvesternacht in Dortmund
Am 3. Januar 2017 schrieb Virginia Hale für Breitbart, dass an der Neujahrsfeier in Dortmund ein Mob von mehr als 1000 Männern „Allahu Akbar“ gesungen, Feuerwerk gegen die Polizei abgefeuert und eine historische Kirche in Brand gesetzt habe.
Mehrere andere Medien recherchierten, dass der Bericht Faktenfehler enthielt: Die Kirche stand nicht in Flammen, lediglich eine Plane an einem Baugerüst an der Kirche wurde durch eine Silvesterrakete angekokelt. Die 1000 Menschen waren zwar mehrheitlich Nordafrikaner und andere Flüchtlinge, allerdings stammten die Allahu Akbar-Rufe lediglich aus einer Gruppe von 50–70 Arabern, die angaben, damit den Waffenstillstand in Aleppo feiern zu wollen. Die Menge verhielt sich aggressiv und respektlos gegenüber der Polizei und bewarf diese unter anderem mit Böllern. Obwohl es einige verletzte Beamte gab, fanden jedoch keine gezielten Attacken gegen einzelne Polizisten statt. Dem Bericht wurde die Intention zugeschrieben, zu suggerieren, dass in Deutschland chaotische, bürgerkriegsähnliche Zustände herrschten, die durch Islamisten verursacht worden seien.

### 2017: Lukas Podolski als Flüchtling
Am 18. August 2017 veröffentlichte Breitbart einen Bericht über das Ausheben einer Schlepperbande in Spanien. Unter der Überschrift, die „Spanish Police crack gang moving migrants on Jet-Skis“ lautete, war ein Foto von Podolski als Mitfahrer auf einem Jet-Ski zu sehen. Als der Fehler bemerkt wurde, entschuldigte sich Breitbart, wobei erneut ein Fehler unterlief, indem man ihm alles Gute für seinen kürzlich verkündeten Ruhestand wünschte. Podolski hatte jedoch nur seinen Rücktritt aus der Nationalmannschaft verkündet, während er noch für seinen japanischen Verein Vissel Kobe aktiv war.